# Penicillium expansum
Penicillium expansum es un moho azul psicrófilo que es común en todo el mundo en el suelo. Provoca el moho azul de las manzanas, una de las enfermedades poscosecha de las manzanas más prevalentes y económicamente dañinas.
Aunque se conoce principalmente como una enfermedad de las manzanas, este patógeno vegetal puede infectar a una amplia gama de huéspedes, incluidas las peras, las fresas, los tomates, el maíz y el arroz. Penicillium expansum produce el metabolito cancerígeno patulina, una neurotoxina que es dañina cuando se consume. La patulina es producida por el hongo como factor de virulencia cuando infecta al huésped. Los niveles de patulina en los alimentos están regulados por los gobiernos de muchos países desarrollados. La patulina es un problema de salud particular para los niños pequeños, que a menudo son grandes consumidores de productos de manzana. El hongo también puede producir la micotoxina citrinina.

## Huéspedes y desarrollo de enfermedades
Penicillium expansum tiene una amplia gama de hospedadores, lo que provoca síntomas similares en frutas, como manzanas, peras, cerezas y cítricos. La infección inicial ocurre con mayor frecuencia en los sitios de lesión de la fruta, como magulladuras o llagas punzantes. Aunque las infecciones pueden comenzar en el campo, los puntos infectados a menudo se vuelven evidentes después de la cosecha y se expanden mientras la fruta está almacenada. Las áreas infectadas están claramente delineadas y son de color marrón claro, y el tejido blando en descomposición se puede «sacar» fácilmente del tejido sano circundante. Las masas de esporas aparecen más tarde en la superficie de la fruta infectada, inicialmente aparecen como micelio blanco, luego se vuelven de color azul a azul verdoso a medida que maduran las esporas asexuales. La fruta afectada por P. expansum típicamente tiene un olor a tierra y a humedad. Las lesiones miden de 1 a 1,25 pulgadas de diámetro de ocho a diez semanas después de la infección si se mantienen en condiciones de almacenamiento en frío. La edad influye en la infección por P. expansum, ya que las frutas demasiado maduras o maduras son más susceptibles a la infección, mientras que las que se recolectan sin madurar tienen menos probabilidades de infectarse.
En las manzanas, los colores de las lesiones pueden variar según la variedad, desde un marrón más claro en las variedades de manzanas verdes y amarillas hasta un marrón oscuro en las variedades de color rojo más oscuro y otras variedades de color más oscuro. Las variedades particularmente susceptibles a la infección por P. expansum incluyen McIntosh, Golden Supreme y Golden Delicious.
Tanto las cerezas dulces como las ácidas se ven afectadas por P. expansum. Las variedades de cereza que se encontraron particularmente susceptibles a la infección por P. expansum fueron principalmente variedades tempranas, incluidas Navalinda y Burlat.

## Diagnóstico
Penicillium expansum puede identificarse por sus características morfológicas y metabolitos secundarios en la fruta o en cultivo axénico. La presencia del metabolito secundario patulina puede sugerir una infección por P. expansum, pero este método no es específico de especie ya que varias especies diferentes de Penicillium y sus aliados producen patulina. La presencia de patulina se puede analizar mediante cromatografía líquida de alta resolución con detección ultravioleta. Los métodos moleculares basados en genes específicos de especies pueden acelerar la identificación.

## Entorno
Penicillium expansum crece mejor en condiciones húmedas y frescas (<25C). Se descubrió que P. expansum crece de manera más eficiente en un rango de temperatura de 15 a 27 grados centígrados, con un crecimiento más lento a temperaturas más bajas y más altas. P. expansum crece mejor en condiciones húmedas; la tasa de crecimiento fue más rápida a una humedad relativa del 90%. La infección por P. expansum acidifica los tejidos del huésped a través de la secreción de ácidos orgánicos, y esa acidificación aumenta el desarrollo fúngico, lo que indica un vínculo entre la acidez ambiental y la virulencia de P. expansum.

## Ciclo de la enfermedad
P. expansum infecta una fruta a través de lesiones a través de las cuales pueden entrar los conidios. Por lo general, se producen pinchazos, magulladuras y roces en las extremidades durante la cosecha, el envasado y el procesamiento de la fruta, todo lo cual proporciona sitios a través de los cuales las esporas pueden ingresar a la fruta. Los conidios se pueden encontrar en el suelo, los desechos en descomposición y la corteza de los árboles, y pueden sobrevivir a las bajas temperaturas. Los conidios se pueden aislar del aire del huerto y de la empacadora, de las paredes de las empacadoras y de la solución de agua y fungicida en la que se sumergen las frutas cosechadas antes del empaque o almacenamiento. La exposición a los conidios en cualquier paso del crecimiento, la cosecha, el procesamiento, el envío y el almacenamiento puede provocar la inoculación y la enfermedad. Los conidios que han accedido a través de una herida pueden germinar para formar un tubo germinativo. Este tubo germinativo continuará creciendo como hifas que colonizarán la fruta, matando las células de la fruta en una infección en expansión.
Si el hongo ha colonizado el fruto con micelio, la formación de conidióforos ocurre en la superficie o subsuperficie de las hifas. Los conidióforos son en su mayoría penicilli terverticilados de paredes lisas. Un penicilii teverticillado tiene múltiples puntos de ramificación debajo de las fialides, las células a las que se unen los conidios. Sin embargo, a veces, los penicilli pueden ser rugosos o biverticilados (solo dos niveles de ramificación). Las fiálidas están empaquetadas juntas con una forma casi cilíndrica. Los conidios son secos, lisos, elípticos y de color «verde opaco» y, a menudo, se diseminan por las corrientes de aire.
No se ha observado reproducción sexual en la naturaleza del P. expansum.

## Manejo
Debido a la susceptibilidad a la infección de la fruta madura y demasiado madura, el tratamiento de la fruta con fungicidas después de la cosecha es el método más común para combatir el P. expansum. El saneamiento adecuado y el manejo cuidadoso de la fruta son dos métodos no químicos que pueden ayudar a controlar la enfermedad. Un buen saneamiento reduce el contacto con la tierra del huerto, ya sea en la fruta o en los contenedores de transporte. Y dado que el hongo necesita una herida para infectarse, el manejo cuidadoso puede reducir la infección incluso cuando el hongo está presente. El tratamiento químico con un baño de cloro puede ser efectivo para matar las esporas. Los biofungicidas que utilizan ingredientes activos como bacterias y levaduras han tenido éxito en la prevención de infecciones, pero son ineficaces contra las infecciones existentes.

## Importancia
Penicillium expansum produce la micotoxina patulina, una neurotoxina que puede ingresar al suministro de alimentos a través de las manzanas y los productos de manzana, como el zumo y la sidra. China y Estados Unidos son los principales productores de manzanas del mundo. En total, se cultivaron alrededor de 69 millones de toneladas de manzanas en todo el mundo. En los Estados Unidos, aproximadamente el 60 % de todas las manzanas se cultivan en el estado de Washington. En Washington, se recolectan a mano entre 10 y 12 mil millones de manzanas cada año y la industria es la más grande del estado. Teniendo en cuenta el tamaño de la industria de productos de manzana y la gran cantidad de personas que pueden entrar en contacto con las frutas infectadas, el control de P. expansum es de vital importancia.

## Enlaces enternos
- USDA ARS Fungal Database

- Wikimedia Commons alberga una categoría multimedia sobre Penicillium expansum.

- Datos: Q147358
- Multimedia: Penicillium expansum / Q147358
- Especies: Penicillium expansum